# Julio Villalba
Julio César Villalba Gaona (ur. 17 września 1998 w Ciudad del Este) – paragwajski piłkarz grający na pozycji napastnika.

## Życiorys
Jest wychowankiem Cerro Porteño. 1 stycznia 2016 dołączył do kadry pierwszego zespołu. 1 stycznia 2017 odszedł za 1,25 miliona euro do niemieckiej Borussii Mönchengladbach, pozostając w dotychczasowym klubie na zasadzie wypożyczenia do 30 czerwca 2017. W Bundeslidze zadebiutował 9 września 2017 w przegranym 0:1 meczu z Eintrachtem Frankfurt. Do gry wszedł w 84. minucie, zastępując Oscara Wendta. W 2020 roku przebywał na wypożyczeniu w austriackim Rheindorfie Altach. Następnie był piłkarzem ekwadorskiego Guayaquil City FC oraz paragwajskich Club Sol de América i Sportivo Luqueño